# Thomas Wriothesley, 4. Earl of Southampton

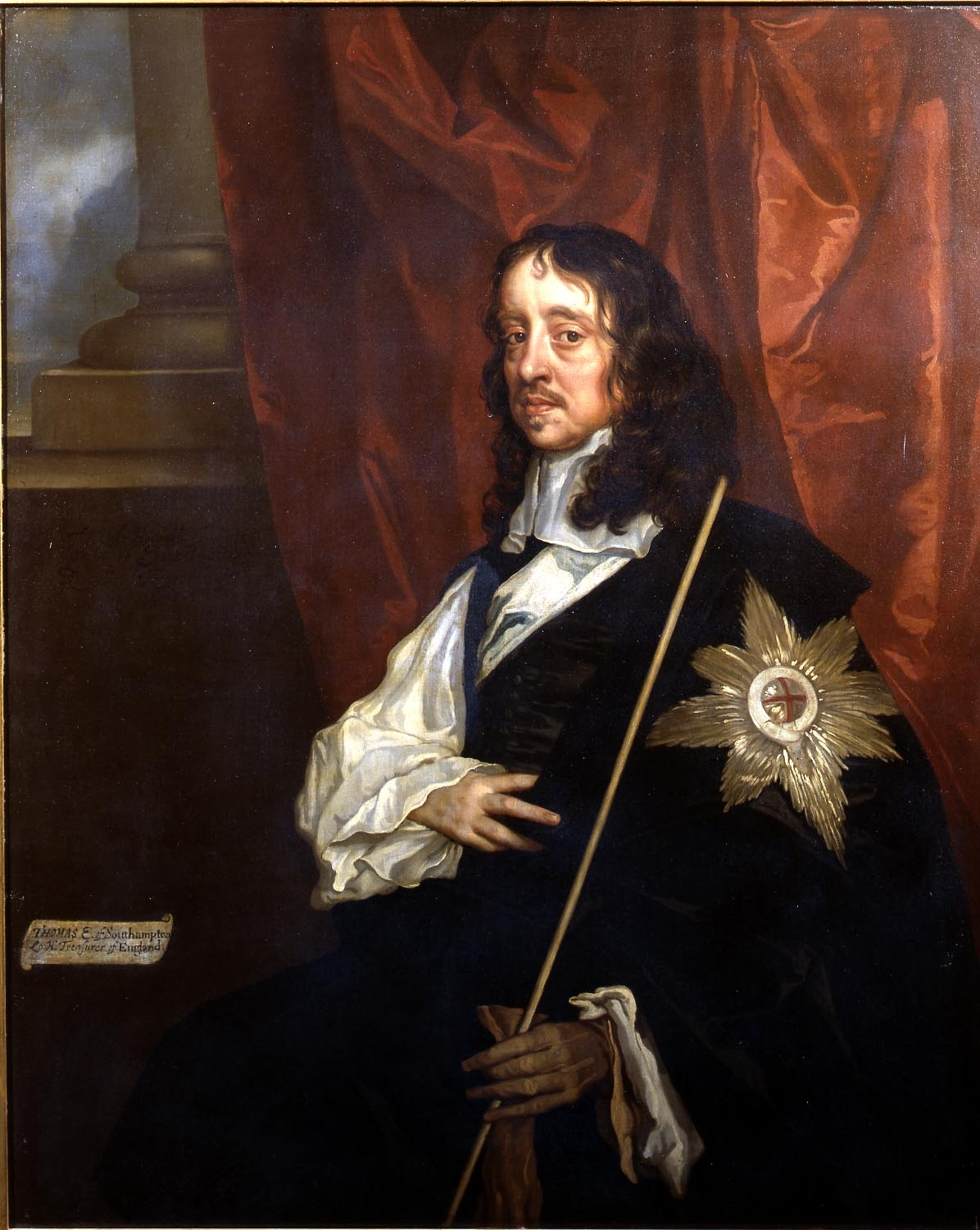
Lord Southampton, um 1660, im Mantel des Hosenbandordens und mit dem Stab des Lord High Treasurer.

Thomas Wriothesley, 4. Earl of Southampton, KG (/ˈraɪəθsli/; * 10. März 1607; † 16. Mai 1667) war ein englischer Staatsmann und Peer. Er war ein Royalist und stieg nach der Stuart-Restauration 1660 zum Lord High Treasurer auf.

## Leben
Er war der zweite und jüngste Sohn von Henry Wriothesley, 3. Earl of Southampton (1573–1624) aus dessen Ehe mit Elizabeth Vernon (1572–1655), Tochter von John Vernon († 1592). Als sein älterer Bruder James am 5. November 1624 kinderlos starb, erhielt er als Heir apparent seines Vaters den Höflichkeitstitel Lord Wriothesley. Bereits fünf Tage später starb sein Vater, womit er dessen Adelstitel als 4. Earl of Southampton und 4. Baron Wriothesley erbte. Aufgrund dieser Titel hatte er, nachdem er 1628 volljährig wurde, Anspruch auf einen Sitz im House of Lords.
Er studierte am St. John’s College der Universität Cambridge. Von 1629 bis 1646 hatte er das Amt des Warden von New Forest inne und 1636 wurde er zum Mitglied des Rates für Neuengland ernannt. Von 1641 bis 1646 war gemeinsam mit Jerome Weston, 2. Earl of Portland, Lord Lieutenant von Hampshire und ab 1642 Custos Rotulorum von Hampshire. 1642 erhielt er auch am Hof König Karls I. das Amt eines Gentleman of the Bedchamber und wurde Mitglied des Privy Council.
Anfangs war er ein Unterstützer des Langen Parlaments, dessen Opposition gegen die absolutistischen Bestrebungen des Königs im englischen Bürgerkrieg endete. Als er die Gewaltneigung erkannte, wandelte er sich zu einem treuen Unterstützer Karls I. Er vertrat den König bei den Friedenskonferenzen 1643 in Oxford, 1645 in Uxbridge und 1648 in Newport. 1645 wurde er zum Mitglied des Rates von Charles, Prince of Wales (dem späteren König Karl II.) ernannt und von diesem 1650 als Knight Companion des Hosenbandordens ausgezeichnet. Nach dem Sieg der Parlamentstruppen im Bürgerkrieg durfte er gegen Zahlung einer Geldstrafe von 6000 £ in England bleiben. 1653 beerbte er aufgrund einer besonderen Erbregelung seinen verstorbenen Schwiegervater Francis Leigh, 1. Earl of Chichester, als 2. Earl of Chichester.
Am 8. September 1660, einige Monate nach der Restauration König Karls II., ernannte dieser ihn zum Lord High Treasurer. Dieses Staatsamt hatte er bis zu seinem Tod inne. Er erhielt 1660 auch das Amt des Warden von New Forest zurück und wurde Councillor of Trade und Councillor of Foreign Plantations. Zudem war er von 1660 bis 1661 Lord Lieutenant von Norfolk, 1660 bis 1667 von Hampshire, 1661 bis 1667 von Wiltshire, 1662 bis 1663 von Worcestershire und 1662 bis 1667 von Kent. 1662 wurde er auch Chief Commissioner für das Staatsamt des Earl Marshal.

## Ehen und Nachkommen

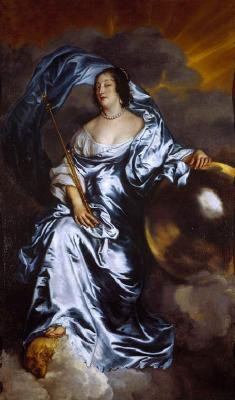
Seine erste Gattin Rachel de Massue, Porträt von van Dyck um 1638

In erster Ehe heiratete er am 18. August 1634 Rachel de Massue (1603–1640), eine französische Hugenottin, Witwe des Elysée de Beaujeu, Seigneur de la Maisonfort, Tochter des Daniel de Massue, Seigneur de Ruvigny, und Tante des Henri de Massue, Marquis de Ruvigny, 1. Viscount Galway. Mit ihr hatte er fünf Kinder:
- Charles Wriothesley, Lord Wriothesley (1635–1635);
- Henry Wriothesley, Lord Wriothesley (1638–um 1643);
- Lady Elizabeth Wriothesley, ⚭ 1661 Edward Noel, 1. Earl of Gainsborough (1641–1689);
- Lady Rachael Wriothesley († 1723), ⚭ (1) um 1653 Francis Vaughan, Lord Vaughan (um 1653–1667), MP, Sohn des Richard Vaughan, 2. Earl of Carbery, ⚭ (2) 1669 William Russell, Lord Russell (1639–1683), MP, Sohn des William Russell, 1. Duke of Bedford;
- Lady Magdalen Wriothesley († jung).

In zweiter Ehe heiratete er 1642 Lady Elizabeth Leigh († 1655), Tochter des Francis Leigh, 1. Earl of Chichester. Mit ihr hatte er vier Töchter:
- Lady Audrey Wriothesley († unverheiratet);
- Lady Penelope Wriothesley († jung);
- Lady Elizabeth Wriothesley († 1690), ⚭ (1) 1662 Josceline Percy, 5. Earl of Northumberland, ⚭ (2) 1673 Ralph Montagu, 1. Duke of Montagu[2];
- Lady Penelope Wriothesley († jung).

In dritter Ehe heiratete er Lady Frances Seymour († 1681), Witwe des Richard Molyneux, 2. Viscount Molyneux, Tochter des William Seymour, 2. Duke of Somerset (1587–1660). Diese Ehe blieb kinderlos.
Da er keine Söhne hinterließ, erloschen alle seine Adelstitel mit seinem Tod 1667.